# Nepocarcelia palustrae
Nepocarcelia palustrae là một loài ruồi trong họ Tachinidae.